# Celgene
Celgene Corporation (NASDAQ: CELG) é uma empresa farmacêutica americana dedicada a Biotecnologia com fins de descobrir, desenvolver e comercializar medicamentos para o câncer e distúrbios inflamatórios, está sediada em Summit, Nova Jersey.

## História
A Celgene Corporation, surgiu em 1986, porém, no mesmo ano, a empresa se fundiu com a americana Hoechst Corporation. No ano seguinte, 1987, Celgene inicia uma oferta pública na bolsa NASDAQ, tornando a uma empresa de capital aberto. 